# Agamemnon (Schiff, 1781)
Die Agamemnon, auch HMS Agamemnon, war ein 64-Kanonen-Linienschiff (Zweidecker) 3. Ranges der Ardent-Klasse das Ende der 1770er Jahre für die britische Royal Navy gebaut wurde.
Das Schiff versah seinen Dienst während der Amerikanischen Unabhängigkeitskriege, während der Französischen Revolution und der Napoleonischen Kriege. Es nahm in dieser Zeit an zahlreichen Schlachten teil.
Ab Januar 1793 kommandierte der spätere Lord Nelson für drei Jahre die Agamemnon, die zu dieser Zeit Mittelmeerdienst versah. Nachdem Nelson das Schiff verlassen hatte, war sie 1797 in die berühmten Meutereien von Spithead und The Nore involviert. 1801 war sie dann in der Ersten Seeschlacht von Kopenhagen präsent, lief aber auf Grund und konnte deshalb nicht an Kampfhandlungen teilnehmen.
Obwohl das Schiff Nelsons Vorliebe genoss, war es fast ständig reparatur- und instandsetzungsbedürftig und sollte 1802 eigentlich abgewrackt werden. Der Krieg mit Frankreich machte es jedoch unentbehrlich, so dass die Agamemnon weiter eingesetzt wurde: Am 21. Oktober 1805 nahm sie an der Seeschlacht von Trafalgar in der Luv-Linie von Nelson teil und forcierte die Kapitulation des spanischen Vierdeckers Santísima Trinidad. Die weitere Karriere führte die Agamemnon schließlich in südamerikanische Gewässer vor Brasilien.
Aufgrund des schlechten Schiffszustandes wurde sie schließlich abgewrackt, nachdem sie im Juni 1809 im Flussdelta des Río de la Plata strandete, als sie hier zusammen mit anderen Schiffen ihres Geschwaders Schutz vor einem Sturm suchte. Alle Besatzungsmitglieder und die meisten Vorräte konnten gerettet werden, aber die maroden Schiffshölzer des Rumpfes machten es unmöglich, das Schiff zu befreien. Dank einer detailreich dokumentierten Auflistung der vorher bereits vorhandenen Schiffsbeschädigungen konnte der Kapitän von der persönlichen Verantwortung für das Dilemma eines Schiffsverlustes befreit werden.

## Geschichte
Die Agamemnon benannt nach dem aus der griechischen Mythologie bekannten König Agamemnon, wurde am 5. Februar 1777 bei dem kommerziellen Schiffsbauer Henry Adams auf der Buckler´s Hard Schiffswerft in Beaulieu geordert. Die Kiellegung fand im Mai 1777 statt. Sie wurde am 28. März 1781 unter dem Kommando von Kapitän Benjamin Caldwell in Dienst gestellt und 13 Tage später am 10. April 1781 vom Stapel gelassen. Die Baukosten betrugen 38.303 Pfund Sterling.

### Amerikanischer Unabhängigkeitskrieg

#### Zweites Seegefecht von Ouessant (1781)
Im November 1781 erhielt die britische Admiralität Kenntnis von einem großen französischen Konvoi, der unter dem Kommando von General Luc Urbain du Bouëxic de Guichen von Brest auslaufen sollte. Die Ladung dieser Konvois bestand aus maritimen Gütern für die   die französische Flotte in Niederländisch-Indien und der Karibik. Die Agamemnon war zu diesem Zeitpunkt Admiral Richard Kempenfelt unterstellt, der ein Geschwader von 18 Schiffen von seinem Flaggschiff, der Victory, befehligte. Kempenfelt, der angewiesen wurde den Konvoi abzufangen, lief am 2. Dezember zusammen mit 13 Linienschiffen, und fünf Fregatten Richtung Brest aus. Am Nachmittag des 12. Dezember sichteten die Briten die Franzosen 240 km südwestlich von Ouessant.
Kempenfelt ignorierte den Umstand, dass der Konvoi von 21 Linienschiffen begleitet wurde, und ordnete den Angriff an. De Guichen, normalerweise ein umsichtiger Offizier, befand sich mit seiner Flotte vor dem Konvoi in Lee Als die Briten begannen den Konvoi zu beschießen  zerstreuten sich die Schiffe in alle Richtungen, aber nicht alle konnten entkommen und Kempenfelt konnte 15 Schiffe des Konvois aufbringen.

#### Schlacht von Les Saintes (1782)

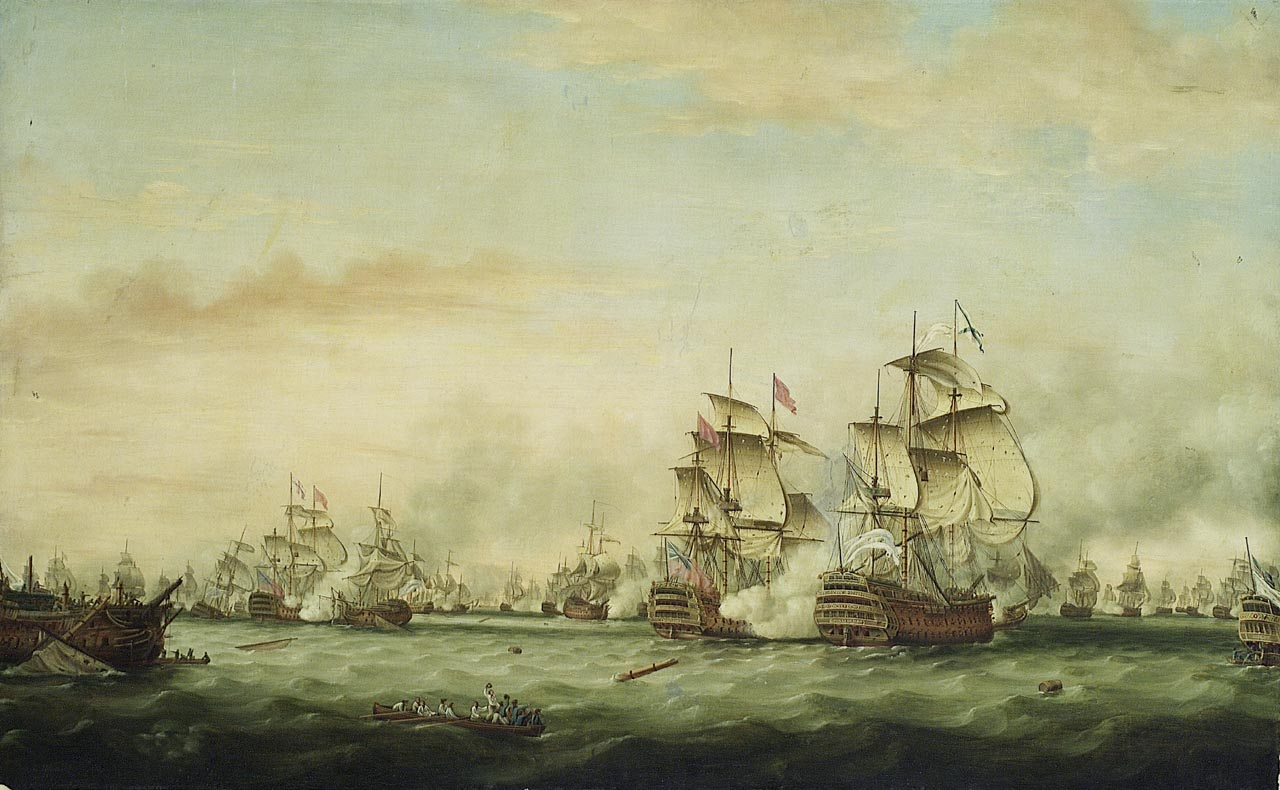
Darstellung der Schlacht von Les Saintes

Anfang 1782 segelte die Agamemnon zu den West Indies, dieses Mal als Teil des Geschwaders, das unter dem Kommando von Admiral Sir George Rodney und Konteradmiral Sir Samuel Hood stand. Am 9. April 1782 begann die Schlacht von Les Saintes mit einem unentschlossenen Gefecht, in dessen Verlauf so viele Schiffe schwer beschädigt wurden, dass diese vorzeitig die Schlacht für notwendige Reparaturen verlassen mussten. Am zweiten Gefecht am 12. April 1782 nahm dann auch die Agamemnon teil, die hierbei zwei Lieutenants und 36 weitere Besatzungsmitglieder verlor.
Nach der Unterzeichnung der Versailler Verträge war der Amerikanische Unabhängigkeitskrieg beendet und die Agamemnon kehrte nach Chatham (Kent) zurück. Hier wurde sie am 29. Oktober 1783 für Reparaturen eingedockt, die unter anderem auch eine Erneuerung des Kupferbeschlags an ihrem Unterwasserschiff vorsahen. Am 4. Juni 1784 wurde das Schiff wieder ausgedockt und wenig später erst einmal aufgelegt.

### Französische Revolution

#### Toulon (1793)
In Vorahnung, dass Großbritannien nach der Exekution von König Ludwig XVI. in den Krieg gegen Frankreich ziehen könnte, wurde die Agamemnon am 31. Januar 1793 wieder in Dienst gestellt, diesmal unter dem Kommando von Kapitän Horatio Nelson. Nach der Rückkehr zur Flotte lag sie zunächst vor The Nore, einer Sandbank in der Themsemündung vor Anker. Später wurde sie der Mittelmeerflotte von Vizeadmiral Hood unterstellt, die den französischen Hafen von Toulon blockierte. Am 27. August 1793 erklärte die Stadt Toulon ihre Treue zu den königlichen Bourbonen, was Hood dazu veranlasste, in den Hafen einzulaufen und die dortigen 30 französischen Linienschiffe sowie die ortsansässigen Werftanlagen zu erobern. Nachdem 19 Schiffe übernommen wurden, wurde die Agamemnon nach Neapel entsandt, um bei König Ferdinand I. (Sizilien) um Truppen zu bitten, die Toulon sichern würden. Der König stimmte zu und entsandte 4000 Soldaten. Nachdem Napoleon Bonapartes Truppen ihren Angriff gegen Toulon einleiteten, konnten König Ferdinands Soldaten die Stadt allerdings nicht halten und mussten diese den Revolutionstruppen überlassen.

#### Bastia und Calvi (1794)
Im April und Mai 1794 halfen Seeleute der Agamemnon unter Führung von Nelson dabei, die korsische Stadt Bastia einzunehmen. Die Franzosen kapitulierten am 21. Mai 1794 nach einer 40-tägigen Belagerung. Die Agamemnon wurde daraufhin zwangsweise nach Gibraltar entsandt, um dort dringende Reparaturen durchführen zu lassen, nachdem sie 16 Monate ununterbrochen auf See im Einsatz gewesen war. Nach diesen Reparaturen kehrte sie nach Korsika zurück, wo sie am 18. Juni 1794 südlich von Calvi vor Anker ging. Nachdem Hood mit weiteren Schiffen auch dort eintraf, trug die Agamemnon zur 51-tägigen Belagerung von Calvi bei, indem sie Waffen und Besatzungsmitglieder zur Verfügung stellte. Bei den Kampfhandlungen verlor Nelson einen Teil seines rechten Augenlichtes, als ihm eine französische Kugel Sand und Kies ins Gesicht schleuderte.
Die Agamemnon musste während dieser Belagerung den Verlust von sechs Besatzungsmitgliedern hinnehmen, bevor die Stadt am 10. August 1794 kapitulierte. Die Einwohner Korsikas erklärten kurze Zeit später ihre Treue zu König Georg III.

#### Seeschlacht von Genua (1795)

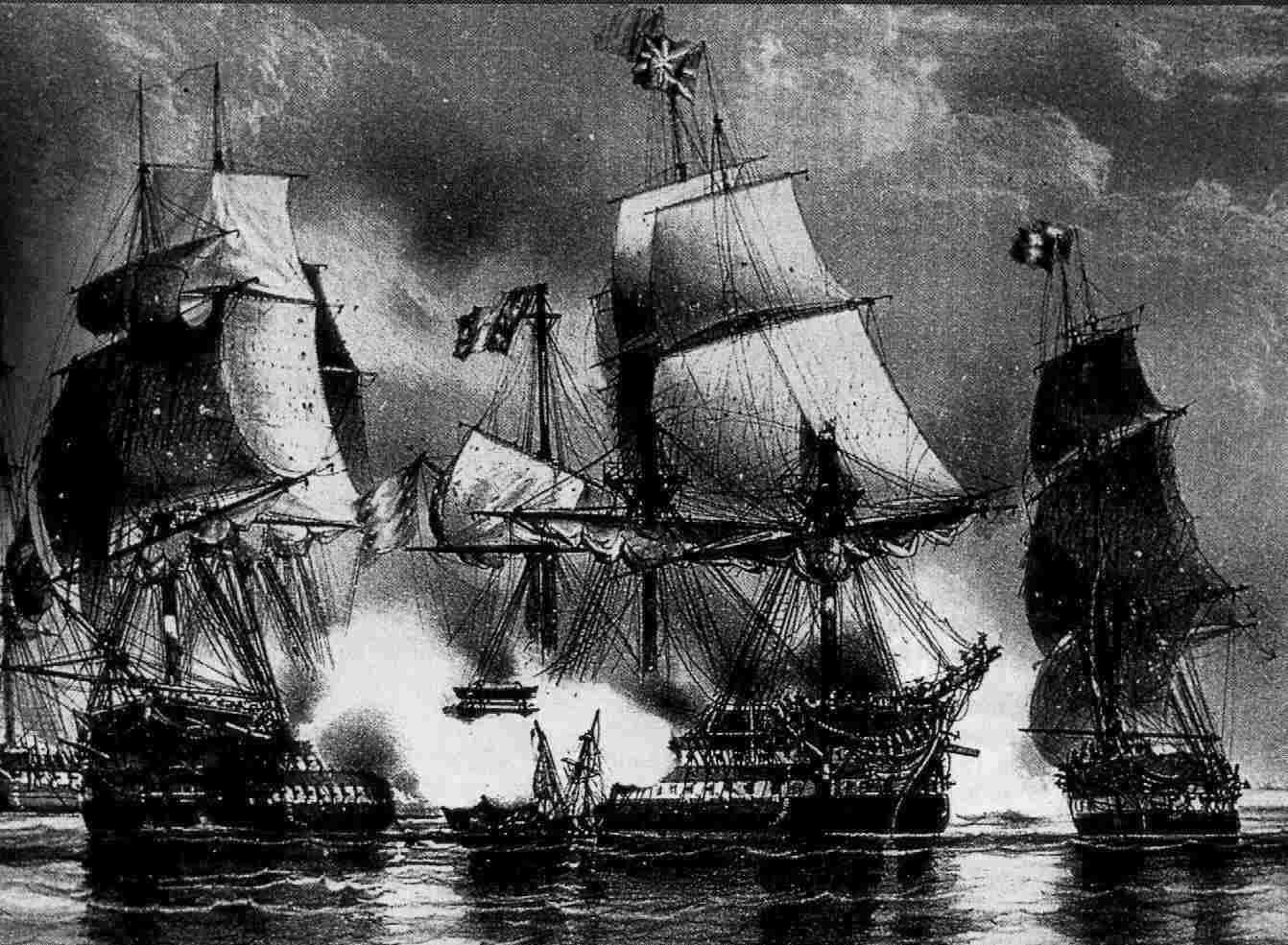
Darstellung der Seeschlacht von Genua (1795)

1794 löste Vize-Admiral William Hotham den bisherigen Kommandeur des Geschwaders, Konteradmiral Hood, ab, so dass die Agamemnon nun ihm unterstellt war, aber immer noch der Mittelmeerflotte angehörte. Nachdem am 10. März 1795 insgesamt 15 französische Linienschiffe gesichtet wurden, nahm sie an der Seeschlacht von Genua teil. Am 13. März 1795 ließen es beide Seiten zu einem Gefecht kommen, woraufhin Admiral Hotham freie Jagd anordnete. Das französische Linienschiff Ça Ira verlor den Fock- und Haupt-Topmast, weshalb es ein anderes französisches Schiff, die Victoire, rammte. Dies nutzte die britische Inconstant aus, um die Ça Ira anzugreifen. Die Agamemnon eilte zu Hilfe und feuerte auf das 80-Kanonen-Schiff, bis weitere französische Schiffe vor Ort eintrafen. Admiral Hotham ordnete daraufhin den Rückzug an. Die französische Ça Ira konnte am darauffolgenden Tag zusammen mit der im Schlepptau befindlichen Censeur von den Briten abgefangen und erobert werden.

#### Seeschlacht von Îles d’Hyères (1795)
Am 7. Juli 1795 wurde die Agamemnon von einem Geschwader von 22 französischen Linienschiffen und sechs Fregatten gejagt. Sie befand sich zu diesem Zeitpunkt in einem kleinen Geschwader von Fregatten. Wegen ungünstiger Winde konnte Admiral Hotham ihr bis zum nächsten Tag nicht zu Hilfe eilen, allerdings verloren sich die feindlichen Parteien aus den Augen. Erst am 13. Juli 1795 konnte die französische Flotte wieder gesichtet werden – vor den Îles d’Hyères. Hotham ließ mit seinen 23 ihm unterstehenden Schiffen die Verfolgung aufnehmen. Die Agamemnon war eines der wenigen Schiffe, die zuerst einen Schlagabtausch vornehmen konnten. Das französische Schiff Alcide strich während des Gefechtes die Flagge, konnte aber nicht verhindern, dass es Feuer fing und schließlich sank. Viele der anderen französischen Schiffe waren in ähnlicher Situation. Die Agamemnon und die britische Cumberland attackierten gerade ein 80-Kanonen-Linienschiff, als Admiral Hotham den Rückzug signalisierte, was den Franzosen erlaubte, in den Golf von Fréjus zu entkommen. Admiral Hotham musste damals viel Kritik für seine vorzeitige Beendigung der Schlacht einstecken und wurde als Kommandeur der Mittelmeerflotte durch Admiral Sir John Jervis abgelöst. Wegen großer Reparaturbedürftigkeit wurde die Agamemnon dann nach Großbritannien zurückbeordert.

#### Meuterei (1797)
Im Mai 1797, inzwischen unter dem Kommando von Kapitän Robert Fancourt, war die Agamemnon in die so genannte Nore-Meuterei involviert: Am 29. Mai 1797 wurde das in Yarmouth (Isle of Wight) vor Anker liegende Nordsee-Geschwader zum Auslaufen befehligt. Nur drei Schiffe, die Adamant, Agamemnon und Glatton  gehorchten dem Befehl. Jedoch meuterte kurz darauf auch die Besatzung der Agamemnon und segelte das Schiff zurück nach Yarmouth. Das Schiff begab sich daraufhin zum Hauptaustragungsort der damaligen Meutereien, der Sandbank Nore. Anschließend beteiligte sich das Schiff an einer Blockade von London, als Teile der meuternden Flotte sich von den Meuterern abwandten. Offenbar gelang es schließlich den loyalen Seeleuten und den an Bord befindlichen Marineinfanteristen der Agamemnon, die Meuterer von Bord zu werfen und die Ordnung auf dem Schiff wiederherzustellen. Kapitän Fancourt  war in der Lage, für den Rest der an Bord befindlichen Besatzung eine Begnadigung zu erwirken.
Am 18. März 1799 wurde die Agamemnon beschädigt, nachdem sie auf die Penmarks Rocks auflief. Mit Hilfe von zwei Sloops und Truppen aus dem nahen Pendennis Castle, die mit Hilfe der Bordpumpen den Wasserstand konstant halten konnten, gelang es dem Schiff, nach Plymouth zu segeln, um hier die Schäden zu reparieren. Durch die strukturelle Beanspruchung des Rumpfes bei den unvermeidbaren Segelmanövern stieg nun der Wasserlevel im Schiff wieder an, so dass die Agamemnon, nachdem sie Penlee Point bei Plymouth passiert hatte, einen Kanonenschuss abgab, der ein Hilfeersuchen signalisierte. Die Clyde eskortierte sie daraufhin am 25. März nach Falmouth, wo sie an eine Hulk festgemacht wurde, um ein weiteres Absinken zu verhindern.

#### Erste Seeschlacht von Kopenhagen (1801)

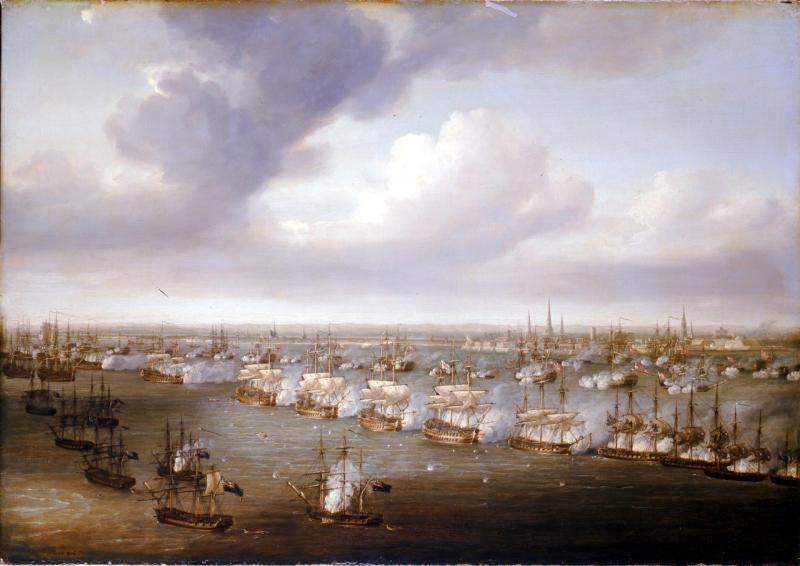
Darstellung der ersten Schlacht von Kopenhagen (1801) – Gemälde von Nicholas Pocock

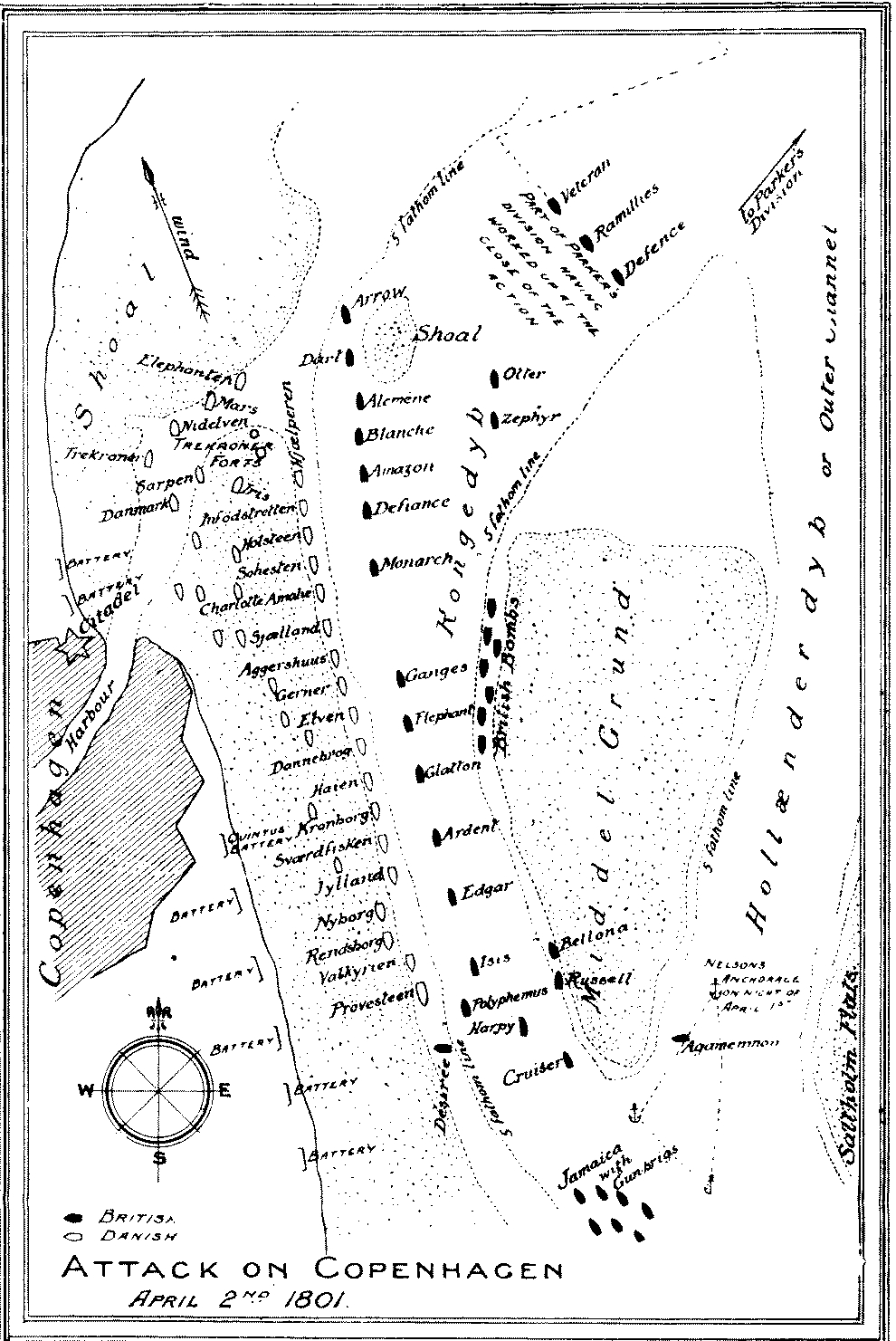
Darstellung der ersten Schlacht von Kopenhagen (1801)

Als Folge von Entwicklungen im Baltikum wurde die Agamemnon 1801 der Admiral Sir Hyde Parker und Vizeadmiral Lord Nelson unterstehenden Ostseeflotte zugeteilt. Der Auftrag der Flotte bestand darin, dänische Streitkräfte in Kopenhagen anzugreifen.
Am 2. April 1801 positionierte sich die Agamemnon in der zweiten Linie hinter der Edgar, lief aber, nachdem sie eine Untiefe umfahren wollte, auf Grund. Das gleiche Schicksal ereilte auch die Bellona und die Russell. Obgleich die Schlacht nun um die auf Grund sitzenden Schiffe herum begann, konnten diese in der Nacht des 3. Aprils frei geschleppt werden.
Nach der Unterzeichnung des Friedens von Amiens wurde die Agamemnon 1802 in Chatham erneut aufgelegt.

### Napoleonischer Krieg
Der Schiffszustand der Agamemnon war 1802 eigentlich so schlecht, dass man sie – erneute Feindseligkeiten mit Frankreich nicht berücksichtigend – normalerweise zu einer Hulk gemacht oder abgewrackt hätte.
Stattdessen wurde sie, als die Briten erneut gegen Frankreich in den Krieg zogen, am 31. Juli 1804 unter Kapitän John Harvey wieder in Dienst gestellt und der Kanalflotte von Admiral William Cornwallis zugeteilt.

#### Schlacht bei Kap Finisterre (1805)
Die Agamemnon kreuzte am 22. Juli 1805 nun als Teil des Geschwaders von Vizeadmiral Sir Robert Calder am Kap Finisterre, als die vereinigte Französisch-Spanische Flotte gesichtet wurde. Die Briten gingen sofort in Kiellinie – mit der Agamemnon an fünfter Stelle – und griffen Admiral Pierre de Villeneuves Flotte unter diesigen Wetterverhältnissen und leichtem Wind an. Als Folge der Schlacht verzeichnete die Agamemnon  drei Verwundete und musste darüber hinaus wieder einige Beschädigungen, diesmal hauptsächlich an den Masten, hinnehmen. Mit Einbruch der Nacht war die britische Flotte so sehr verstreut, dass Admiral Calder seinen Schiffen signalisierte, die Gefechte abzubrechen.

#### Schlacht von Trafalgar (1805)

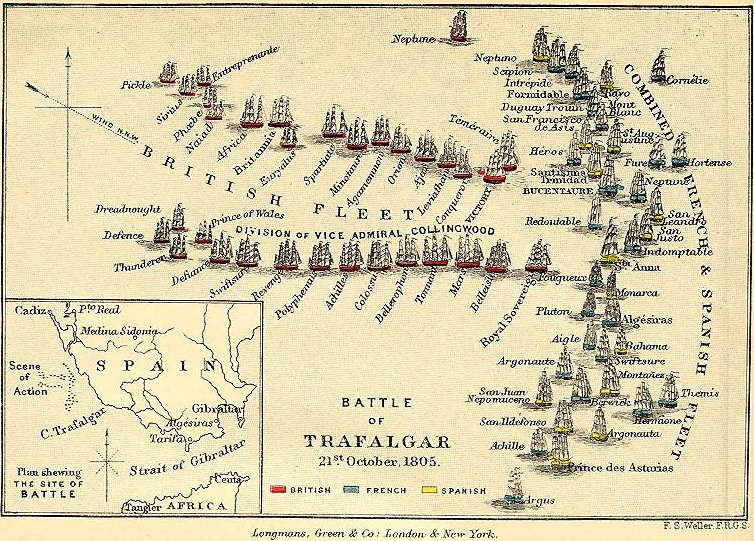
Die Schlacht von Trafalgar: Links die zwei britischen Linien – rechts die vereinigte französisch-spanische Flotte

Im September 1805, nach einer Kurzinstandsetzung in Portsmouth, wurde Kapitän Harvey durch Kapitän Sir Edward W. Berry ersetzt, der zuvor Nelsons Flaggschiff, die Vanguard, in der Seeschlacht bei Abukir kommandiert hatte. Die Agamemnon segelte somit am 3. Oktober 1805 mit neuem Kommandanten nach Cádiz, um hier Villeneuves Flotte einer Blockade zu unterziehen. Auf dem Weg dorthin geriet das Schiff allerdings in den Focus eines französischen Geschwaders, bestehend aus sechs Linienschiffen und einigen kleineren Seglern, die sofort die Verfolgung aufnahmen. Die Agamemnon konnte jedoch entkommen und erreichte am 13. Oktober 1805 das Blockadegeschwader von Nelson.
Am 20. Oktober eroberte die Agamemnon eine große amerikanische Handels-Brigg, die sie dann als Prise ins Schlepptau nahm. Allerdings segelte sie direkt auf die gesamte französische Flotte von Villeneuve zu, die gerade den Hafen von Cádiz verließ. Die Euryalus konnte jedoch die Agamemnon rechtzeitig warnen, so dass diese ohne weitere Vorkommnisse am nächsten Tag an der Schlacht von Trafalgar teilnehmen konnte.
Die Agamemnon positionierte sich hier an achter Position in der Luv-Linie von Nelson, genau zwischen der Orion und der Minotaur.

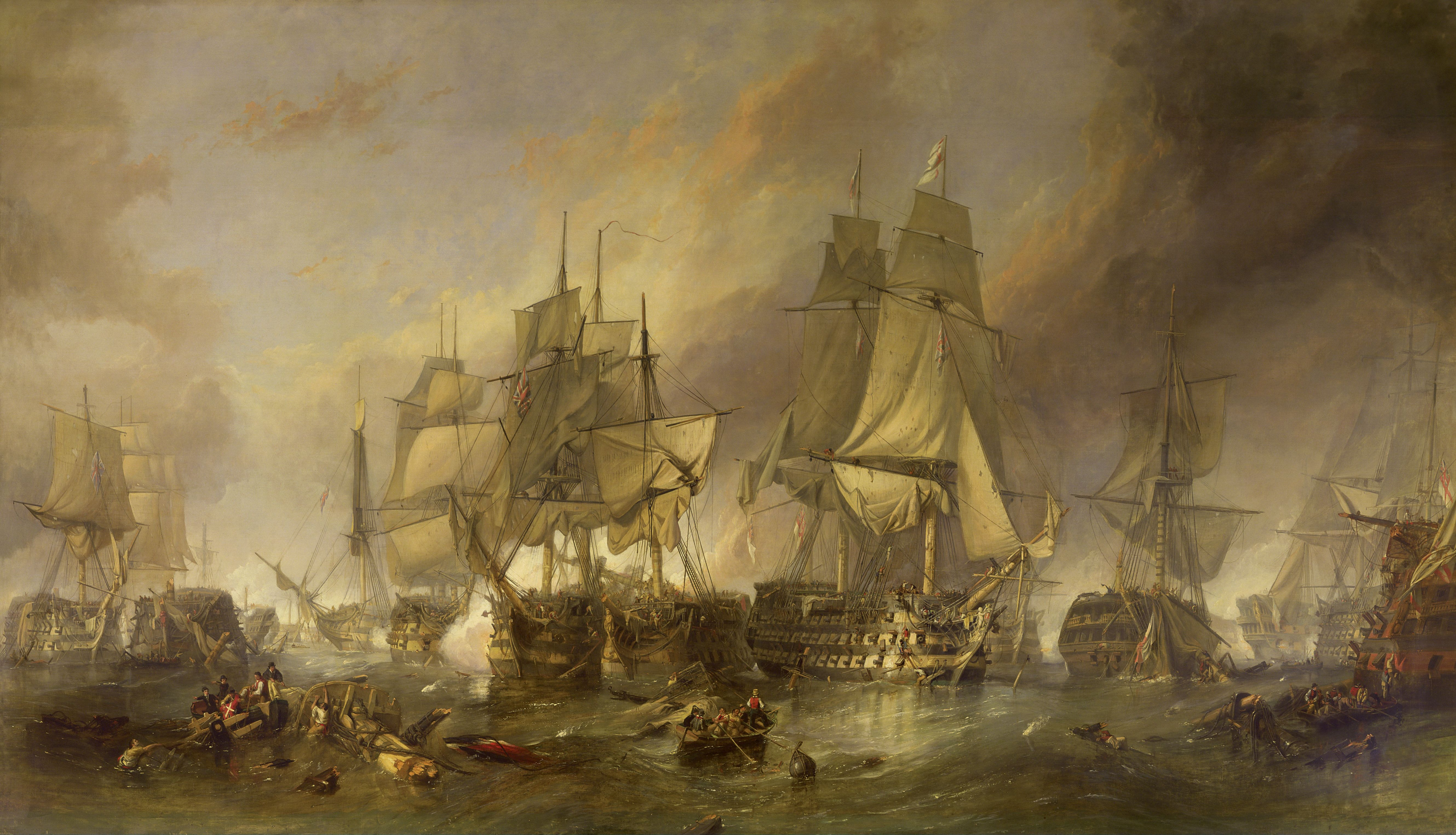
Die Schlacht von Trafalgar – Gemälde von William Clarkson Stanfield

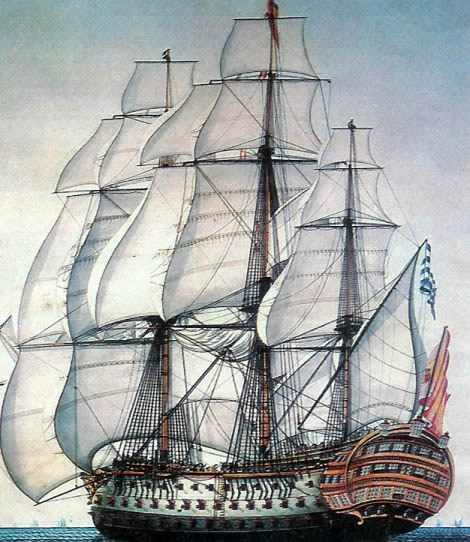
Die Santísima Trinidad war der einzige Vierdecker in der Schlacht und wurde von der Agamemnon bekämpft

Ihre erste Kampfhandlung bestand darin, den spanischen Vierdecker Santísima Trinidad zu beschießen, bis dieser schließlich entmastet wurde und nach einem Verlust von 216 Besatzungsmitgliedern die Flagge streichen musste.
Noch bevor Kapitän Berry die erbeutete Prise übernehmen konnte, verlor die vordere französische Division, die durch Nelsons Taktik von der hinteren Division abgeschnitten war, die ohnehin mühsam aufrechterhaltene Schlachtordnung. Inzwischen übernahm Thomas Masterman Hardy als „Kapitän der Flotte“ die Koordinierung der weiteren Kampfhandlungen, da Lord Nelson – getroffen von einer Gewehrkugel – unter Deck der Victory im Sterben lag. Hardy ordnete die sofortige Verfolgung der ungeordneten feindlichen Schiffe an, so dass sich die Agamemnon zusammen mit anderen britischen Schiffen auf Abfangkurs begeben und von ihren Prisen ablassen mussten. Drei Feindschiffe versuchten daraufhin, nach Cádiz durchzubrechen. Nach einem kurzen Gefecht mit der französischen Intrépide versuchten die britischen Schiffe, dem fliehenden Feind den Weg abzuschneiden. Bis dahin hatte die Agamemnon lediglich zwei Tote und acht Verletzte zu verzeichnen.
Nach der Schlacht nahm das Schiff, obwohl es mit stündlich drei Inch Wasseranstieg im Rumpf zu kämpfen hatte, die Colossus ins Schlepptau und schleppte diese bis nach Gibraltar. Nach einigen notwendigen Reparaturen kehrte es dann zu Vize-Admiral Collingwoods Geschwader zurück, um hier wiederum die Blockade von Cádiz vorzunehmen.

#### Seeschlacht von Santo Domingo (1806)
Anfang 1806 gehörte die Agamemnon zu Vize-Admiral Duckworths Karibik-Geschwader und verfolgte eine französische Flotte, die Truppen nach Santo Domingo befördern sollte. Am 6. Februar 1806 stießen die beiden feindlichen Geschwader aufeinander und eröffneten die Seeschlacht von Santo Domingo.
Die Agamemnon unterstützte in diesem Gefecht Duckworths Flaggschiff Superb dabei, das französische Flaggschiff Impérial von Vize-Admiral Corentin de Leissegues in eine Untiefe zu treiben, was auch gelang, so dass die Impérial später dort abgewrackt werden musste.
Im Oktober 1806 eskortierte sie dann schließlich einen Konvoi zurück nach Großbritannien.

#### Zweite Seeschlacht von Kopenhagen (1807)
1807 wurde die Agamemnon Teil der Flotte von Admiral James Gambier, um Kontrolle über die dänische Flotte zu erhalten, bevor diese in französische Hände fiel. Dänemark war zu dieser Zeit immer mehr in den Einfluss von Napoleon Bonaparte gekommen. Die Agamemnon nahm schließlich an der Zweiten Seeschlacht von Kopenhagen teil. Genauso wie in der Ersten Seeschlacht von Kopenhagen lief sie allerdings auf Grund und musste befreit werden. Sie wurde in die Bucht von Kjørge verlegt, wo sie Teil der dortigen Hafenbatterie wurde und Kontrolle über die gleichnamige Stadt übernahm. Nach Kopenhagens Kapitulation am 7. September 1807 suchte die Agamemnon das Blockadegeschwader von Lissabon auf.

### Verlust (1808)

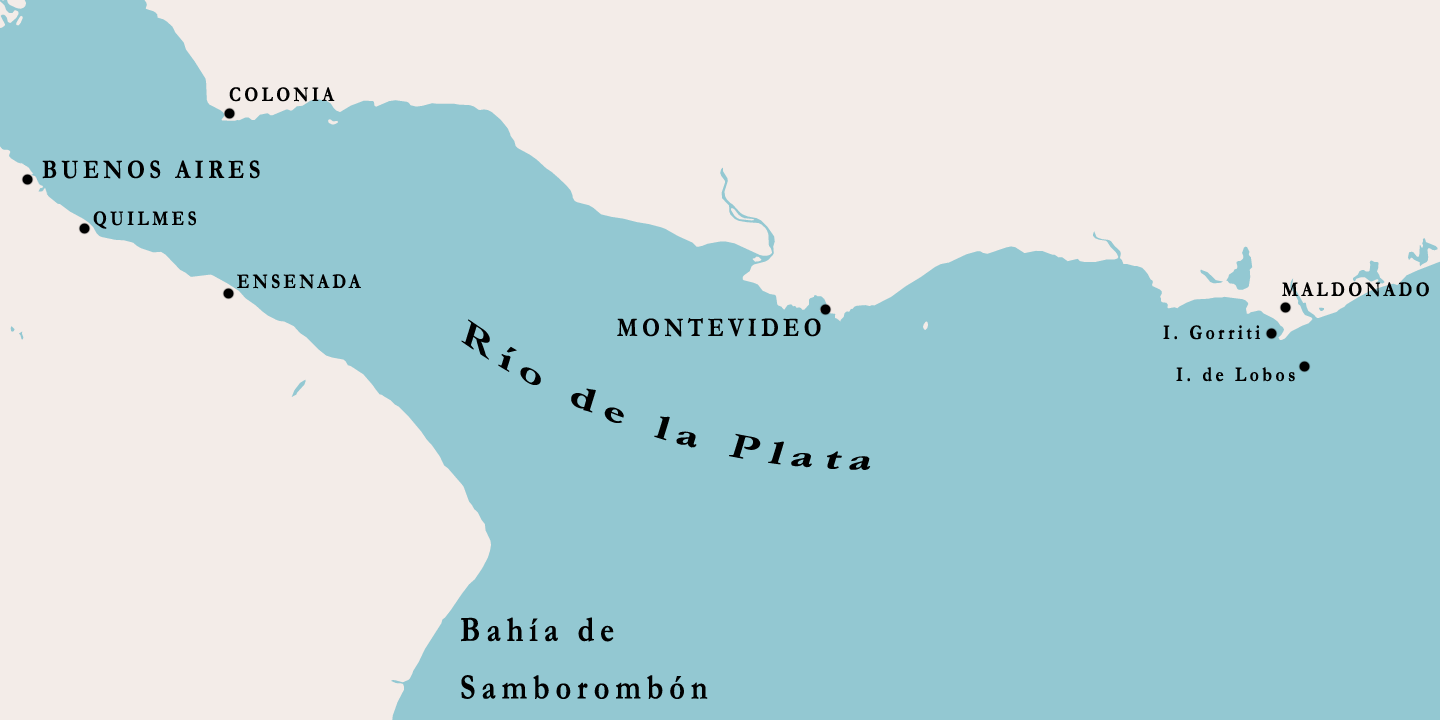
Die Flussmündung des Río de la Plata – hier strandete die Agamemnon und ging verloren.

Im Februar 1808 segelte die Agamemnon zusammen mit dem Flaggschiff von Konteradmiral Sir Sidney Smith, der Foudroyant, nach Brasilien, wo sich beide einem britischen Geschwader anschlossen. In Rio de Janeiro musste man nun feststellen, dass die Agamemnon sehr abgenutzt war und sogar einige ihrer Rahmenbolzen gebrochen waren. Das Schiff ankerte später zusammen mit der Monarch in der Mündung des Río de la Plata, als eine Schlechtwetterfront aufzog. Die Monarch lief auf Grund und benötigte die Hilfe der Agamemnon. Dieses Unterfangen gelang, jedoch scheiterte ein weiterer Auslaufversuch am schlechten Wetter. Erst im Januar 1809 kehrten beide Schiffe nach Rio de Janeiro zurück. Hier wurde die Agamemnon vollständig von einem Schiffbauer begutachtet, der ausführlich die Schäden auflistete – eine Grundüberholung erfuhr sie zu diesem Zeitpunkt trotzdem nicht.
Am 16. Juni 1809 nahm die Agamemnon, zusammen mit dem Rest ihres Geschwaders – diesmal jedoch unter dem Kommando von Konteradmiral Michael de Courcy – erneut Kurs auf die Mündung des Río de la Plata, um einem Unwetter zu entkommen. Dort lief das Schiff auf eine nicht verzeichnete Untiefe auf und blieb stecken.
Kapitän Jonas Rose versuchte mit den Beibooten, unter Nutzung der Strömung, und den vorhandenen Ankern das Schiff frei zu ziehen, was aber nicht gelang. Bei den Bemühungen wurde zudem festgestellt, dass ein kurz vor der Strandung geworfener Anker sich direkt unter dem aufgelaufenen Schiff befand und somit zusätzlichen punktuellen Druck auf die Hülle verursacht und diese schließlich sogar durchbohrt hatte. Am 17. Juni 1809 hatte das Schiff bereits starke Schlagseite nach Steuerbord, so dass die Vorräte und die Besatzung vom Schiff geschafft wurden. Am darauf folgenden Tag verließen auch Kapitän Rose und seine Offiziere das nicht mehr seetüchtige Schiff. Das Wrack der Agamemnon liegt heute nahe Maldonado nordöstlich der Isla Gorriti (34° 56′ S, 54° 59′ W).
Die Gerichtsverhandlung anlässlich des Verlustes der Agamemnon wurde am 22. Juli 1809 in Rio de Janeiro an Bord der Bedford abgehalten. Es wurde festgestellt, dass das Schiff zu retten gewesen wäre, wenn es sich in besserem strukturellem Zustand befunden hätte, was so ja nicht mehr der Fall war und zuvor in Rio de Janeiro auch entsprechend dokumentiert worden war. Kapitän Rose wurde somit ehrenvoll von jeder Schuld freigesprochen.

## Trivia/Varia
1993 wurde das Wrack nördlich der Isla Gorriti in der Mündung des Río de la Plata gefunden. Expeditionen haben die Überreste dokumentiert und ein paar Artefakte gesichert. Darunter waren z. B. ein Siegel mit dem Schriftzug „Nelson“ sowie eine 24-Pfund-Kanone von ihrem Hauptbatteriedeck.
Der Autor von marinehistorischen Romanen, Patrick O’Brian, wählte die Agamemnon als jenes Schiff aus, auf dem seine Haupt-Romanfigur Jack Aubrey seinen Dienst als Lieutenant verbrachte. Die Romane wurden in dem Kinofilm Master and Commander verfilmt.
Die Agamemnon wurde darüber hinaus auf zwei Gemälden von Geoff Hunt verewigt, der sich mit marinebezogener Malerei beschäftigt.
Zur Zweihundertjahrfeier der Seeschlacht von Trafalgar im Jahr 2005 wurden 33 Bäume gepflanzt, die nach den Namen der damals beteiligten Royal-Navy-Schiffe benannt wurden. Der Agamemnon-Baum wurde im November 2005 in den Beaulieu-Liegenschaften in Hampshire, nahe den Schiffswerften Buckler´s Hard gepflanzt, wo das Schiff erbaut wurde.